# WDHP
WDHP The Reef ist eine Radiostation in Frederiksted auf den amerikanischen Jungferninseln. Die Station sendet auf Mittelwelle 1620 kHz und ihre Schwesterstation WAXJ The Reef auf UKW 103,5 MHz. Betrieben werden WDHP, WAXJ und eine Live Radio St. Kitts Nevis (UKW 90,7 MHz) von der Reef Broadcasting LTT.
WDHP sendet in AM-Stereo und HD-Radio mit 10 kW und kann auf allen Inseln des Archipels gehört werden. Die FCC lizenzierte die Station 1998.

## Programm
Das Programm besteht aus Reggae, Calypso, Soca, R&B, Latin, Country & Western sowie einer Talk- und News-Schiene. Die Nachrichten werden von BBC News übernommen. WDHP ist der Stammsender der auf den Jungferninseln populären täglichen „Mario in the Afternoon“-Show von Mario Moorhead.